# 第6回全日本女子サッカー選手権大会
第6回全日本女子サッカー選手権大会（だい6かいぜんにほんじょしさっかーせんしゅけんたいかい）は、1985年3月28日から3月31日に開催された全日本女子サッカー選手権大会。前回同様16チームの参加だが地域が細分化され、また3位決定戦を実施。準決勝と決勝では時間内に決しない場合は延長戦を行うこととし、それでも決まらない場合には準決勝ではPK戦、決勝では両チーム優勝とすることとした。
この回の決勝も前回と同じ清水第八スポーツクラブと高槻女子フットボールクラブの対戦となったが、清水第八が勝利して5連覇を成し遂げ、山田千愛（清水第八）が最優秀選手を受賞。またPK戦までもつれた3位決定戦では読売サッカークラブ女子・ベレーザ（現・日テレ・ベレーザ）がFCジンナンを破って2年連続で3位となった。

## 成績
- 優勝：清水第八スポーツクラブ
- 準優勝：高槻女子フットボールクラブ
- 第3位：読売サッカークラブ女子・ベレーザ
- 第4位：FCジンナン

## 出場チーム

### 前回優勝
- 清水第八スポーツクラブ

### 北海道地域
- モルテンHABATAKE

### 東北地域
- 宮城広瀬高校女子サッカー部

### 関東地域
- 読売サッカークラブ女子・ベレーザ
- FCジンナン
- FC小平
- 陽南中女子SC

### 北信越地域
- ミス・キック・カナザワ

### 東海地域
- 静岡紅葵女子SC
- 清水FCママ

### 関西地域
- 高槻女子フットボールクラブ
- 西山高校クラブ
- 神戸FCレディース

### 中国地域
- 青崎女子サッカークラブ

### 四国地域
- 宇和島南高校

### 九州地域
- 竜北クラブ

## 開催方式

### 試合規定
- 使用するボール:4号球
- 試合時間:60分（30分ハーフ）
- 規定時間内に決しない場合
  - 1、2回戦、準々決勝:PK戦。
  - 準決勝:20分（10分ハーフ）の延長戦を行い、決しない場合はPK戦。
  - 決勝:20分（10分ハーフ）の延長戦を行い、決しない場合は両チーム優勝。

### 試合会場
1回戦・準々決勝
- 国立西が丘サッカー場
- 国立西が丘運動場

準決勝
- 国立西が丘サッカー場

3位決定戦・決勝
- 国立霞ヶ丘競技場陸上競技場

## 試合

### 1回戦
| 1985年3月28日 10:00 |

| 高槻女子フットボールクラブ | 9 - 0 | ミス・キック・カナザワ |
|                            |       |                        |

| 国立西が丘サッカー場 |

| 1985年3月28日 11:30 |

| 陽南中女子SC | 4 - 1 | 静岡紅葵女子SC |
|              |       |                |

| 国立西が丘サッカー場 |

| 1985年3月28日 13:00 |

| 神戸FCレディース | 5 - 0 | モルテンHABATAKE |
|                  |       |                  |

| 国立西が丘サッカー場 |

| 1985年3月28日 14:30 |

| 青崎女子サッカークラブ | 0 - 9 | 読売サッカークラブ女子・ベレーザ |
|                        |       |                                  |

| 国立西が丘サッカー場 |

| 1985年3月28日 10:00 |

| 西山高校クラブ | 2 - 0 | 宮城広瀬高校女子サッカー部 |
|                |       |                            |

| 国立西が丘運動場 |

| 1985年3月28日 11:30 |

| 清水FCママ | 0 - 3 | FCジンナン |
|            |       |            |

| 国立西が丘運動場 |

| 1985年3月28日 13:00 |

| FC小平 | 4 - 0 | 竜北クラブ |
|        |       |            |

| 国立西が丘運動場 |

| 1985年3月28日 14:30 |

| 宇和島南高校 | 0 - 12 | 清水第八スポーツクラブ |
|              |        |                        |

| 国立西が丘運動場 |

### 準々決勝
| 1985年3月29日 13:00 |

| 高槻女子フットボールクラブ | 0 - 0 | 陽南中女子SC |
|                            |       |              |
|                            | PK戦  |              |
|                            | 5 - 4 |              |

| 国立西が丘運動場 |

| 1985年3月29日 14:30 |

| 神戸FCレディース | 0 - 1 | 読売サッカークラブ女子・ベレーザ |
|                  |       |                                  |

| 国立西が丘運動場 |

| 1985年3月29日 13:00 |

| 西山高校クラブ | 0 - 0 | FCジンナン |
|                |       |            |
|                | PK戦  |            |
|                | 1 - 2 |            |

| 国立西が丘サッカー場 |

| 1985年3月29日 14:30 |

| FC小平 | 0 - 4 | 清水第八スポーツクラブ |
|        |       |                        |

| 国立西が丘サッカー場 |

### 準決勝
| 1985年3月30日 13:00 |

| 高槻女子フットボールクラブ | 1 - 1 (延長) | 読売サッカークラブ女子・ベレーザ |
|                            |              |                                  |
|                            | PK戦         |                                  |
|                            | 3 - 1        |                                  |

| 国立西が丘サッカー場 |

| 1985年3月30日 14:30 |

| FCジンナン | 0 - 3 | 清水第八スポーツクラブ |
|            |       |                        |

| 国立西が丘サッカー場 |

### 3位決定戦
| 1985年3月31日 11:00 |

| 読売サッカークラブ女子・ベレーザ | 1 - 1 | FCジンナン |
|                                  |       |            |
|                                  | PK戦  |            |
|                                  | 3 - 1 |            |

| 国立霞ヶ丘陸上競技場 |

### 決勝
| 1985年3月31日 13:00 |

| 高槻女子フットボールクラブ | 0 - 4 | 清水第八スポーツクラブ |
|                            |       |                        |

| 国立霞ヶ丘陸上競技場 |